# فيسلين مينيف
فيسلين مينيف (بالبلغارية: Веселин Минев)‏ (14 أكتوبر 1980 ببازارجيك في بلغاريا - ) هو لاعب كرة قدم بلغاري في مركز الظهير. شارك مع منتخب بلغاريا لكرة القدم. أما مع النوادي، فقد لعب مع أنطاليا سبور وليفسكي صوفيا ونادي بوتيف بلوفديف ونادي هيبر بازارجق ‏ وبيلاسيتسا بيتريتش ‏.

## وصلات خارجية
- فيسلين مينيف على موقع اتحاد تركيا (لاعب) (الإنجليزية)
- فيسلين مينيف على موقع قاعدة بيانات كرة القدم.إي يو (الإنجليزية)
- فيسلين مينيف على موقع ناشيونال فوتبول تيمز (الإنجليزية)
- فيسلين مينيف على موقع Soccerway.com (الإنجليزية)
- فيسلين مينيف على موقع عالم كرة القدم.نت (الإنجليزية)